# Holcus azoricus
Holcus azoricus é uma espécie de planta com flor pertencente à família Poaceae. 
A autoridade científica da espécie é M.Seq. & Castrov., tendo sido publicada em Bot. J. Linn. Soc. 154(2): 261 (259-267; figs. 3-6, map). 2007.

## Portugal
Trata-se de uma espécie presente no território português, nomeadamente no Arquipélago dos Açores.
Em termos de naturalidade é endémica da região atrás referida.

## Protecção
Não se encontra protegida por legislação portuguesa ou da Comunidade Europeia.